# Anastasija Pavlova
Anastasija Vladyslavivna Pavlova (in ucraino Анастасія Владиславівна Павлова?; Nova Kachovka, 9 febbraio 1995) è un'arciera ucraina.

## Palmarès

### Campionati mondiali indoor
- Oro nella gara a squadre a Nimes 2014;
- Bronzo nell'individuale a Nimes 2014;
- Bronzo nella gara a squadre a Yankton 2018.

### Giochi europei
- Bronzo nella gara a squadre a Baku 2015.

### Campionati europei indoor
- Bronzo nella gara a squadre a Vittel 2017.

### Campionati mondiali giovanili
- Argento nella gara a squadre cadetti a Legnica 2011;
- Oro nella gara a squadre juniores a Wuxi 2013.

### Campionati mondiali indoor giovanili
- Oro nella gara a squadre a Los Angeles 2012;
- Argento nell'individuale a Los Angeles 2012.